# Kepler-186f

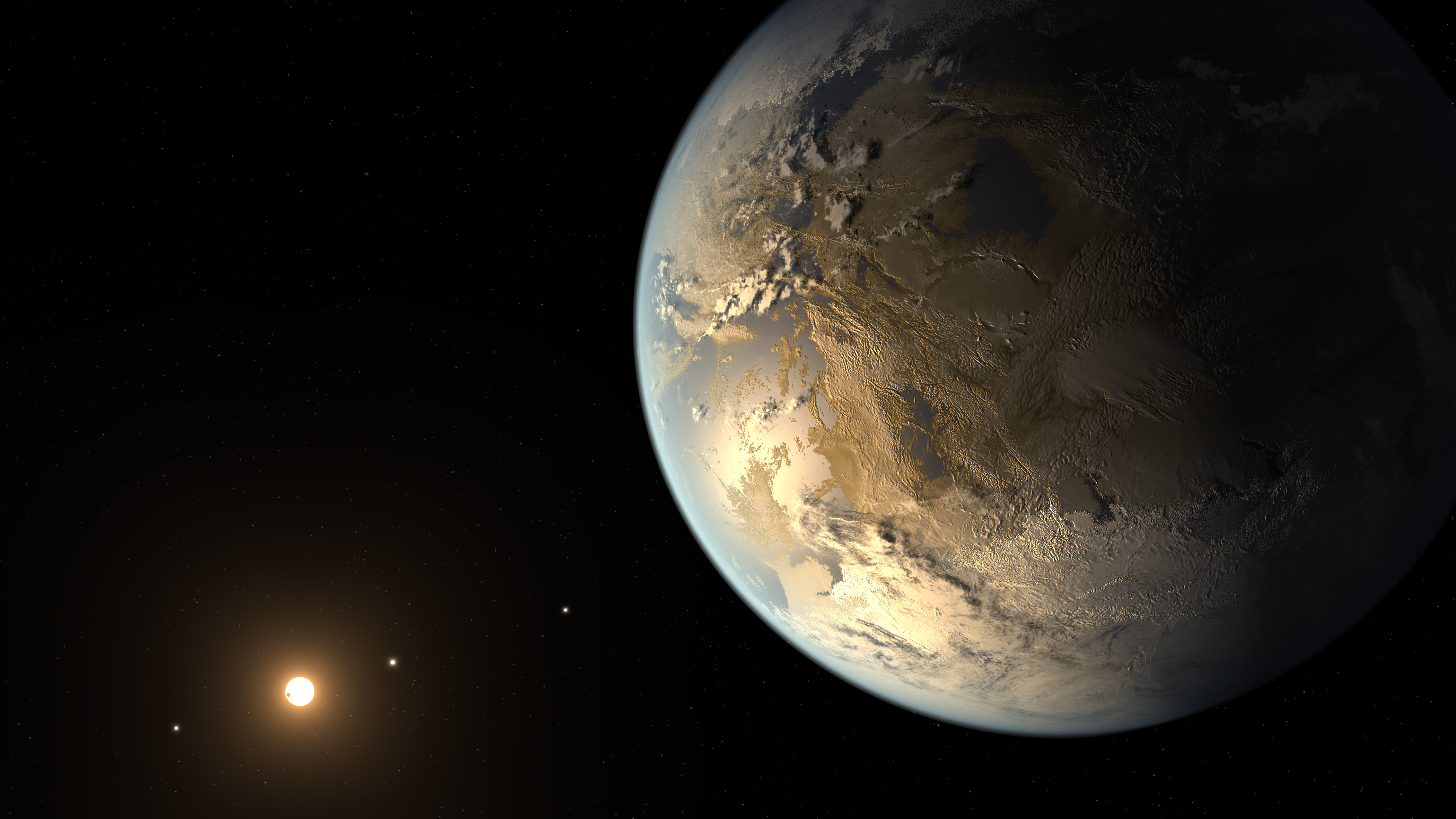
Kepler-186f - concepție artistică, 17 aprilie 2014

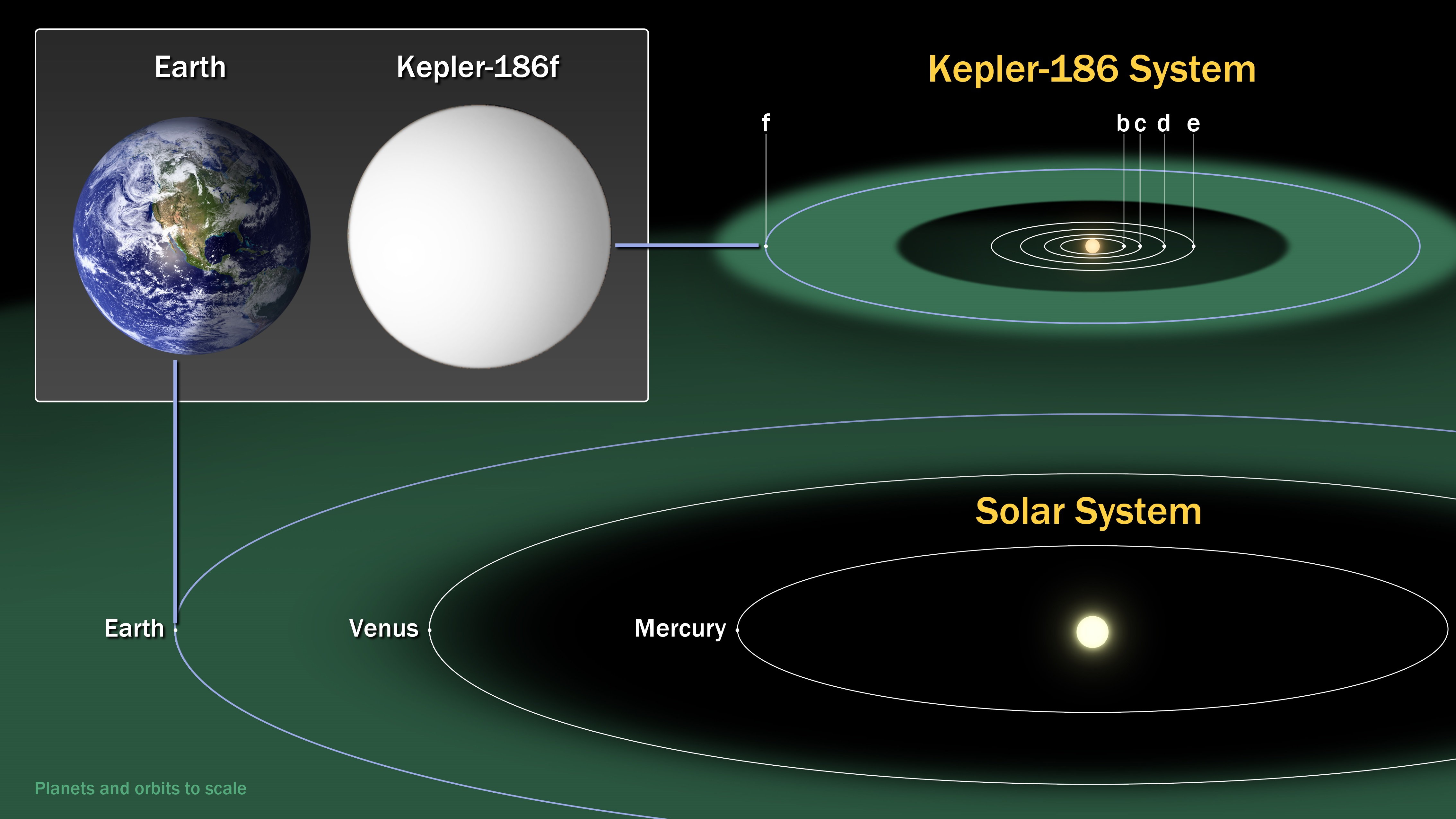
Comparația dintre sistemul Kepler-186 și Sistemul Solar (17 aprilie 2014)

Kepler-186f este prima planetă de dimensiunea Pământului aflată în zona locuibilă circumstelară a altui sistem planetar, descoperită cu ajutorul telescopului spațial Kepler.
Sistemul planetar Kepler-186, aflat la aproximativ 500 de ani lumină de Pământ, în constelația Cygnus (Lebăda), este format dintr-o stea pitică roșie și cinci planete: Kepler-186b, Kepler-186c, Kepler-186d, Kepler-186e și Kepler-186f. Descoperirea planetei Kepler-186f a fost anunțată de NASA în data de 17 aprilie 2014.
| Exoplanete notabile – Kepler Space Telescope |
| --- |
| Exoplanete mici confirmate din zona locuibilă circumstelară. (Kepler-62e, Kepler-62f, Kepler-186f, Kepler-296e, Kepler-296f, Kepler-438b, Kepler-440b, Kepler-442b) (Kepler Space Telescope; 6 ianuarie 2015). |